# Chelotephrina
Chelotephrina is een geslacht van vlinders van de familie spanners (Geometridae), uit de onderfamilie Ennominae.

## Soorten
- C. acorema Krüger, 2001
- C. crypsispila (Fletcher D. S., 1958)